# SV Betzdorf-Bruche
Der SV Betzdorf-Bruche ist ein deutscher Sportverein mit Sitz im Stadtteil Bruche der rheinland-pfälzischen Stadt Betzdorf innerhalb der Verbandsgemeinde Betzdorf-Gebhardshain im Landkreis Altenkirchen (Westerwald).

## Geschichte

### Nachkriegszeit
Die erste Fußball-Mannschaft stieg zur Saison 1951/52 in die zu dieser Zeit drittklassige Landesliga Rheinland auf. Mit 34:26 Punkten platzierte man sich am Ende der Spielzeit auf dem siebten Platz, welcher jedoch nicht für die Teilnahme an der neu eingeführten Amateurliga Rheinland ausreichte. Somit musste die Mannschaft in der nächsten Saison in der 2. Amateurliga antreten.

### Heutige Zeit
In der Saison 2002/03 spielte die erste Mannschaft in der Kreisliga C Westerwald/Sieg und belegte dort mit 21 Punkten den zehnten Platz. Aus dieser musste man am Ende der Saison 2010/11 mit nur 6 Punkten in die Kreisliga D absteigen. Die Rückkehr in die Kreisliga C wurde dann schließlich nach der Meisterschaft in der Saison 2013/14 erreicht. Nach der Saison 2016/17 gelang dann auch der Aufstieg in die Kreisliga B. In dieser Liga spielt der Verein bis zur Spielzeit 2019/20. Nachdem der Verein am Anfang der Saison mehrere Mal in Spielen nicht angetreten war und einmal auch das Spiel in der Halbzeit verlassen hatte, wurde die Mannschaft im November 2019 vom Spielbetrieb der Kreisliga B ausgeschlossen und muss somit in der nächsten Saison eine Liga tiefer antreten.